# Ironbound
Ironbound es el decimoquinto álbum de estudio de la banda de thrash metal estadounidense Overkill, publicado el 29 de enero de 2010 en Europa por Nuclear Blast y el 9 de febrero de 2010 en Estados Unidos por Entertainment One Music.

## Lista de canciones
1. "The Green and Black" - 8:12
2. "Ironbound" - 6:33
3. "Bring Me the Night" - 4:16
4. "The Goal Is Your Soul" - 6:41
5. "Give a Little" - 4:42
6. "Endless War" - 5:41
7. "The Head and Heart" - 5:10
8. "In Vain" - 5:13
9. "Killing for a Living" - 6:14
10. "The S.R.C." - 5:08

## Listas de éxitos
| Lista (2010)       | Posición |
| ------------------ | -------- |
| Top Heatseekers    | 4        |
| Top Independiente  | 24       |
| Top Hard Rock      | 20       |
| U.S. Billboard 200 | 192      |
| Alemania           | 31       |
| Austria            | 61       |
| Suiza              | 77       |
| Top Tastemaker     | 14       |

## Créditos
- Bobby "Blitz" Ellsworth - voz
- Dave Linsk - guitarra
- Derek "The Skull" Tailer - guitarra
- D.D. Verni - bajo
- Ron Lipnicki - batería